# Aspidium sancti-pauli
Aspidium sancti-pauli là một loài dương xỉ trong họ Tectariaceae. Loài này được Christ mô tả khoa học đầu tiên năm 1908.
Danh pháp khoa học của loài này chưa được làm sáng tỏ. 